# NBA 드래프트
NBA 드래프트(영어: NBA draft)는 1947년으로 거슬러 올라가는 NBA의 연례 행사로, 리그의 팀은 드래프트를 선언하고 조직에 합류할 자격이 있는 선수를 드래프트할 수 있다. 현재 NBA는 30개 팀으로 구성되어 있으며, 30개 팀 모두 2번의 드래프트 라운드에서 최소 1개의 드래프트 픽을 보유하고 있다. 역사적으로 NBA에 드래프트된 선수의 대다수는 대학 농구 선수였다.
이제 국제프로리그, G 리그 이그나이트팀, 청소년프로농구리그에서도 선수들이 드래프트되는 것이 일반적이다. 4년제 대학 자격을 마친 대학생 선수는 자동으로 선발 대상이 되며, 저학년 선수는 자격을 선언하고 남은 대학 자격을 포기해야 한다. 22세 이상의 해외 선수는 자동으로 선발 자격이 주어지며, 22세 미만의 선수는 자격을 선언해야 한다. 자동으로 자격이 부여되지는 않았지만 자격을 선언한 플레이어를 종종 "조기 참가자" 또는 "조기 참가 후보자"라고 한다.
드래프트는 일반적으로 NBA 오프시즌인 6월 말에 진행된다. 1989년부터 드래프트는 두 라운드로 구성되었다. 이는 모두 최소 7라운드로 진행되는 미국과 캐나다의 다른 주요 프로 스포츠 리그의 엔트리 드래프트보다 훨씬 짧다. 각 드래프트에서는 60명의 선수가 선택된다. 어떤 선수도 최소한 한 번의 드래프트에 참가할 자격이 있을 때까지 NBA와 계약할 수 없다.
기존에는 고교선수도 선발할 수 있었다. 그러나 2006년 드래프트부터 고교 선수들은 고등학교 졸업 후 바로 드래프트에 들어갈 수 없었다. 이제 드래프트 자격 규칙에 따르면 고등학교 선수들은 고등학교 졸업 후 1년 후에 드래프트 선발 자격을 얻게 되며 드래프트가 열리는 해 말을 기준으로 최소 19세 이상이어야 한다.
예를 들어 브랜던 제닝스(Brandon Jennings, 이탈리아), 엠마누엘 무디아이(Emmanuel Mudiay, 중국), 테런스 퍼거슨(Terrance Ferguson, 호주)과 같은 일부 선수는 그 해를 해외에서 프로로 뛰는 데 사용하기로 결정했다. 톤 메이커(Thon Maker)는 대학에 진학하지 않았음에도 불구하고 대학원 과정을 선택했기 때문에 2016년 드래프트에 참가할 자격이 있었고, 따라서 졸업에서 기술적으로 1년이 제외되었다.

## 역대 NBA 1순위 지명선수
| 연도 | 지명한 팀                 | 선수              | 포지션      | 출신학교/이전소속팀                              |
| ---- | ------------------------- | ----------------- | ----------- | ------------------------------------------------ |
| 1947 | 피츠버그 아이언맨         | 클리프턴 맥닐리   | 가드        | 텍사스 웨슬리언 대학교                           |
| 1948 | 프로비던스 스팀롤러스     | 앤디 톤코비치     | 가드/포워드 | 마셜 대학교                                      |
| 1949 | 프로비던스 스팀롤러스     | 하위 섀넌         | 센터        | 캔자스 주립 대학교                               |
| 1950 | 보스턴 셀틱스             | 척 쉐어           | 센터        | 볼링 그린 주립 대학교                            |
| 1951 | 볼티모어 불리츠           | 진 멜키오레       | 가드        | 브래들리 대학교                                  |
| 1952 | 밀워키 호크스             | 마크 워크맨       | 선터        | 웨스트 버지니아 대학교                           |
| 1953 | 볼티모어 불리츠           | 레이 펠릭스       | 센터        | 맨체스터 브리티쉬-아메리칸스                     |
| 1954 | 볼티모어 불리츠           | 프랭크 셀비       | 포워드/센터 | 퍼맨 대학교                                      |
| 1955 | 밀워키 호크스             | 딕 리케츠         | 가드/포워드 | 듀케인 대학교                                    |
| 1956 | 밀워키 호크스             | 시후고 그린       | 가드/포워드 | 듀케인 대학교                                    |
| 1957 | 로체스터 로열스           | 로드 헌들리       | 가드        | 웨스트 버지니아 대학교                           |
| 1958 | 미니애폴리스 레이커스     | 엘진 베일러       | 포워드      | 시애틀 대학교                                    |
| 1959 | 로체스터 로열스           | 밥 부저           | 포워드      | 캔자스 주립 대학교                               |
| 1960 | 로체스터 로열스           | 오스카 로버트슨   | 가드/포워드 | 신시내티 대학교                                  |
| 1961 | 시카고 패커스             | 월트 벨라미       | 센터        | 인디애나 대학교                                  |
| 1962 | 시카고 제퍼스             | 빌 맥길           | 포워드/센터 | 유타 대학교                                      |
| 1963 | 뉴욕 닉스                 | 아트 헤이먼       | 포워드/가드 | 듀크 대학교                                      |
| 1964 | 뉴욕 닉스                 | 짐 반즈           | 센터/포워드 | 텍사스 웨스턴 대학교                             |
| 1965 | 샌프란시스코 워리어스     | 프레드 헤첼       | 포워드/센터 | 데이비슨 대학교                                  |
| 1966 | 뉴욕 닉스                 | 캐지 레셀         | 포워드/가드 | 미시간 대학교                                    |
| 1967 | 디트로이트 피스턴스       | 지미 워커         | 가드        | 프로비던스 대학교                                |
| 1968 | 샌디에고 로키츠           | 엘빈 헤이즈       | 센터/포워드 | 휴스턴 대학교                                    |
| 1969 | 밀워키 벅스               | 루 앨신더         | 센터        | 캘리포니아 대학교 로스앤젤레스                   |
| 1970 | 디트로이트 피스턴스       | 밥 레이니어       | 센터        | 세인트 보나벤처 대학교                           |
| 1971 | 클리블랜드 캐벌리어스     | 오스틴 카         | 가드        | 노터데엄 대학교                                  |
| 1972 | 포틀랜드 트레일블레이저스 | 라루 마틴         | 센터        | 시카고 로욜라 대학교                             |
| 1973 | 필라델피아 세븐티식서스   | 더그 콜린스       | 가드/포워드 | 일리노이 주립 대학교                             |
| 1974 | 포틀랜드 트레일블레이저스 | 빌 월튼           | 센터        | 캘리포니아 대학교 로스앤젤레스                   |
| 1975 | 애틀랜타 호크스           | 데이비드 톰슨     | 포워드/가드 | 노스캐롤라이나 주립 대학교                       |
| 1976 | 휴스턴 로키츠             | 존 루카스         | 가드        | 메릴랜드 대학교                                  |
| 1977 | 밀워키 벅스               | 켄트 벤슨         | 센터        | 인디애나 대학교                                  |
| 1978 | 포틀랜드 트레일블레이저스 | 마이컬 톰슨       | 포워드/센터 | 미네소타 대학교                                  |
| 1979 | 로스앤젤레스 레이커스     | 매직 존슨         | 가드/포워드 | 미시간 주립 대학교                               |
| 1980 | 골든스테이트 워리어스     | 존 베리 캐롤      | 센터        | 퍼듀 대학교                                      |
| 1981 | 댈러스 매버릭스           | 마크 어과이어     | 포워드      | 드폴 대학교                                      |
| 1982 | 로스앤젤레스 레이커스     | 제임스 워디       | 포워드      | 노스캐롤라이나 대학교                            |
| 1983 | 휴스턴 로키츠             | 랄프 샘슨         | 센터        | 버지니아 대학교                                  |
| 1984 | 휴스턴 로키츠             | 아킴 올라주원     | 센터        | 휴스턴 대학교                                    |
| 1985 | 뉴욕 닉스                 | 패트릭 유잉       | 센터        | 조지타운 대학교                                  |
| 1986 | 클리블랜드 캐벌리어스     | 브래드 도허티     | 센터        | 노스캐롤라이나 대학교                            |
| 1987 | 샌안토니오 스퍼스         | 데이비드 로빈슨   | 센터        | 미국 해군사관학교                                |
| 1988 | 로스앤젤레스 클리퍼스     | 대니 매닝         | 포워드      | 캔자스 대학교                                    |
| 1989 | 새크라멘토 킹스           | 퍼비스 엘리슨     | 센터        | 루이빌 대학교                                    |
| 1990 | 뉴저지 네츠               | 데릭 콜맨         | 포워드/센터 | 시라큐스 대학교                                  |
| 1991 | 샬럿 호니츠               | 래리 존슨         | 포워드      | 네바다 대학교 라스베이거스                       |
| 1992 | 올랜도 매직               | 샤킬 오닐         | 센터        | 루이지애나 주립 대학교                           |
| 1993 | 올랜도 매직               | 크리스 웨버       | 포워드      | 미시간 대학교                                    |
| 1994 | 밀워키 벅스               | 글렌 로빈슨       | 포워드      | 퍼듀 대학교                                      |
| 1995 | 골든스테이트 워리어스     | 조 스미스         | 포워드      | 메릴랜드 대학교                                  |
| 1996 | 필라델피아 세븐티식서스   | 앨런 아이버슨     | 가드        | 조지타운 대학교                                  |
| 1997 | 샌안토니오 스퍼스         | 팀 던컨           | 포워드/센터 | 웨이크포리스트 대학교                            |
| 1998 | 로스앤젤레스 클리퍼스     | 마이클 올로워캔디 | 센터        | 퍼시픽 대학교                                    |
| 1999 | 시카고 불스               | 엘튼 브랜드       | 포워드      | 듀크 대학교                                      |
| 2000 | 뉴저지 네츠               | 케년 마틴         | 포워드      | 신시내티 대학교                                  |
| 2001 | 워싱턴 위저즈             | 콰미 브라운       | 센터        | 글린 아카데미 고등학교                           |
| 2002 | 휴스턴 로키츠             | 야오밍            | 센터        | 상하이 샤크스                                    |
| 2003 | 클리블랜드 캐벌리어스     | 르브론 제임스     | 포워드      | 세인트 빈센트-세인트 메리 고등학교               |
| 2004 | 올랜도 매직               | 드와이트 하워드   | 센터        | 사우스웨스트 애틀랜타 크리스찬 아카데미 고등학교 |
| 2005 | 밀워키 벅스               | 앤드류 보거트     | 센터        | 유타 대학교                                      |
| 2006 | 토론토 랩터스             | 안드레아 바르냐니 | 포워드/센터 | 베네통 트레비소                                  |
| 2007 | 포틀랜드 트레일블레이저스 | 그렉 오든         | 센터        | 오하이오 주립 대학교                             |
| 2008 | 시카고 불스               | 데릭 로즈         | 가드        | 멤피스 대학교                                    |
| 2009 | 로스앤젤레스 클리퍼스     | 블레이크 그리핀   | 포워드      | 오클라호마 대학교                                |
| 2010 | 워싱턴 위저즈             | 존 월             | 가드        | 켄터키 대학교                                    |
| 2011 | 클리블랜드 캐벌리어스     | 카이리 어빙       | 가드        | 듀크 대학교                                      |
| 2012 | 뉴올리언스 호니츠         | 앤서니 데이비스   | 포워드/센터 | 켄터키 대학교                                    |
| 2013 | 클리블랜드 캐벌리어스     | 앤서니 베넷       | 포워드      | 네바다 대학교 라스베이거스                       |
| 2014 | 클리블랜드 캐벌리어스     | 앤드류 위긴스     | 포워드/가드 | 캔자스 대학교                                    |
| 2015 | 미네소타 팀버울브스       | 칼 앤서니 타운스  | 센터        | 켄터키 대학교                                    |
| 2016 | 필라델피아 세븐티식서스   | 벤 시몬스         | 포워드/가드 | 루이지애나 주립 대학교                           |
| 2017 | 필라델피아 세븐티식서스   | 마켈 펠츠         | 가드        | 워싱턴 대학교                                    |
| 2018 | 피닉스 선스               | 디안드레 에이튼   | 센터        | 애리조나 대학교                                  |
| 2019 | 뉴올리언스 펠리컨스       | 자이언 윌리엄스   | 포워드      | 듀크 대학교                                      |
| 2020 | 미네소타 팀버울브스       | 앤서니 에드워즈   | 가드        | 조지아 대학교                                    |
| 2021 | 디트로이트 피스턴스       | 케이드 커닝햄     | 가드        | 오클라호마 주립 대학교                           |
| 2022 | 올랜도 매직               | 파올로 반케로     | 포워드      | 듀크 대학교                                      |
| 2023 | 샌안토니오 스퍼스         | 빅터 웸반야마     | 센터/포워드 | 메트로폴리탄 92                                  |
| 2024 | 애틀랜타 호크스           | 자카리 리사셰     | 포워드      | JL 부르그 바스켓                                 |
| 2025 | 댈러스 매버릭스           | 쿠퍼 플래그       | 포워드/가드 | 듀크 대학교                                      |

<참고사항>
- 1969년 1순위인 루 앨신더는 훗날 카림 압둘-자바로 개명했다.
- 1978년 1순위인 마이컬 톰슨은 바하마 출신으로 비미국인 최초 1순위 지명자이다.
- 1984년 1순위인 아킴 올라주원은 나이지리아 출신으로 아프리카 태생  선수 최초 1순위 지명자이다.
- 2001년 1순위인 콰미 브라운은 고졸출신으로 최초 1순위 지명자이다.
- 2002년 1순위인 야오밍은 중화인민공화국 출신으로 아시아 태생 최초 1순위 지명자이다.
- 2005년 1순위인 앤드류 보거트는 오스트레일리아 출신으로 오세아니아 태생 최초 1순위 지명자이다.
- 2006년 1순위인 안드레아 바르냐니는 이탈리아 출신으로 유럽 태생 최초 1순위 지명자이다.
- 루키시즌 최다 평균 득점은 1961년 지명자인 월트 벨라미로 31.6점이다.
- 루키시즌 최다 평균 리바운드는 1961년 지명자인 월트 벨라미로 19.0개이다.
- 루키시즌 최다 평균 어시스트는 1960년 지명자인 오스카 로버트슨으로 9.7개이다.
- MVP 수상했던 1순위 지명선수는 오스카 로버트슨, 루 앨신더, 빌 월튼, 매직 존슨, 아킴 올라주원, 데이비드 로빈슨, 샤킬 오닐, 앨런 아이버슨, 팀 던컨, 르브론 제임스, 데릭 로즈이다.

## 지역연고제
- 지역연고제를 하는 NBA 특성을 위해 지역연고팀이 해당 지역의 유망한 신인을 우선지명하는 우선지명제 비슷한 방식이다. 1949년에 NBA가 출범하면서부터 시작되었고, 1965년에 이 제도는 없어졌다. 각 팀들은 1라운드 지명권을 포기하는 대신 해당 지역 출신 대학을 나온 선수 1명을 지명할 수 있다.

| 연도 | 지명한 팀             | 선수            | 포지션      | 출신학교/이전소속팀            |
| ---- | --------------------- | --------------- | ----------- | ------------------------------ |
| 1949 | 세인트루이스 보머스   | 에드 맥컬레이   | 포워드/센터 | 세인트루이스 대학교            |
| 1949 | 미니애폴리스 레이커스 | 번 미켈슨       | 포워드/센터 | 햄라인 대학교                  |
| 1950 | 필라델피아 워리어스   | 폴 아리진       | 가드/포워드 | 빌라노바 대학교                |
| 1951 | 미니애폴리스 레이커스 | 화이트 수쿠그   | 가드        | 미네소타 대학교                |
| 1952 | 필라델피아 워리어스   | 빌 믈크비       | 포워드      | 템플 대학교                    |
| 1953 | 필라델피아 워리어스   | 어니 벡         | 가드/포워드 | 펜실베이니아 대학교            |
| 1953 | 뉴욕 닉스             | 월터 듀크스     | 센터        | 시튼 홀 대학교                 |
| 1953 | 필라델피아 워리어스   | 래리 헤네시     | 가드        | 빌라노바 대학교                |
| 1955 | 미니애폴리스 레이커스 | 딕 가메이커     | 가드/포워드 | 미네소타 대학교                |
| 1955 | 필라델피아 워리어스   | 톰 골라         | 가드/포워드 | 라살 대학교                    |
| 1956 | 보스턴 셀틱스         | 톰 헤인슨       | 포워드/센터 | 홀리 크로스 대학교             |
| 1958 | 필라델피아 워리어스   | 가이 로저스     | 가드        | 템플 대학교                    |
| 1959 | 필라델피아 워리어스   | 윌트 체임벌린   | 센터        | 캔자스 대학교                  |
| 1959 | 세인트루이스 호크스   | 밥 페리         | 포워드/센터 | 세인트루이스 대학교            |
| 1960 | 신시내티 로열스       | 오스카 로버트슨 | 가드/포워드 | 신시내티 대학교                |
| 1962 | 디트로이트 피스턴스   | 데이브 드버슈어 | 가드/포워드 | 디트로이트 대학교              |
| 1962 | 신시내티 로열스       | 제리 루카스     | 포워드/가드 | 오하이오 주립 대학교           |
| 1963 | 신시내티 로열스       | 톰 대커         | 가드/포워드 | 신시내티 대학교                |
| 1964 | 로스앤젤레스 레이커스 | 월트 해저드     | 가드        | 캘리포니아 대학교 로스앤젤레스 |
| 1964 | 신시내티 로열스       | 조지 윌슨       | 센터        | 신시내티 대학교                |
| 1965 | 뉴욕 닉스             | 빌 브래들리     | 가드/포워드 | 프린스턴 대학교                |
| 1965 | 디트로이트 피스턴스   | 빌 번틴         | 포워드/센터 | 미시간 대학교                  |
| 1965 | 로스앤젤레스 레이커스 | 게일 굿리치     | 가드        | 캘리포니아 대학교 로스앤젤레스 |

<참고사항>
- 1959년 윌트 체임벌린는 캔자스 대학교 출신으로 지역연고 밖이지만 워리어스는 체임벌린이 필라델피아에서 자랐고 필라델피아 오버브룩 고등학교에서 고교 농구를 했기 때문에 그의 지명권을 보유하고 있다고 주장했고, NBA는 그 주장에 동의했고, 따라서 그는 대학 이전의 뿌리에만 근거한 최초이자 유일한 지역연고 지명자가 되었다.
- 1960년 오스카 로버트슨은 지역 연고 지명 선수로 지명되었지만, 신시내티 로열스가 전체 드래프트에서 1순위 지명되었기 때문에 드래프트 1라운드 1순위 지명 선수로 인정받았다.
- 1962년 제리 루카스는 오하이오 주립 대학교 출신으로 지역연고 밖이지만 로열스가 오하이오에서 유일한 NBA 팀이었기 때문에 NBA는 그들에게 루카스를 지명 선택으로 선택할 권리를 부여했다. 루카스는 또한 오하이오주 미들타운에서 자랐고 신시내티의 지역 반경 내에 있는 미들타운 고등학교에서 고교 농구를 했기 때문에 체임벌린과 같은 기준에 따라 자격을 얻었다.

## 같이 보기
- 드래프트 (스포츠)
- 익스팬전 드래프트(Expansion draft)